# Chiesa di San Giacomo Apostolo (Comabbio)
La chiesa di San Giacomo Apostolo è la parrocchiale di Comabbio, in provincia di Varese e arcidiocesi di Milano; fa parte del decanato di Sesto Calende.

## Storia
Presumibilmente il primo luogo di culto di Comabbio, sorto nel X e rimaneggiato nell'XI secolo, era annesso a un fortilizio; nel Duecento venne costruita una seconda cappella, dedicata a san Giacomo.
Quest'ultima è censita nel Liber Notitiae Sanctorum Mediolani, redatto da Goffredo da Bussero nel XIII secolo, in cui si legge che essa dipendeva dalla pieve di Brebbia; questa situazione si riscontra pure nel Liber seminarii mediolanensis del 1564.
Divenuta Comabbio parrocchia autonoma verso la metà del XVI secolo, intorno al 1606 la chiesa di San Giacomo fu riedificata e dedicata alla Beata Vergine del Rosario, mentre la chiesa di Santa Maria ricevette il titolo parrocchiale e fu dedicata all'apostolo.
Durante il Seicento la parrocchiale fu interessata a più riprese da interventi di rifacimento e di abbellimento, in occasione dei quali, tra l'altro, vennero realizzati i capitelli ionici; nel secolo successivo si provvide a rimodellare la facciata.
Nel 1748, durante la sua visita pastorale, l'arcivescovo Giuseppe Pozzobonelli trovò che a servizio della cura d'anime vi erano il parroco e un cappellano mercenario, che i fedeli ammontavano a 440 e che la parrocchiale, in cui avevano sede la scuola della dottrina cristiana e il sodalizio del Santissimo Sacramento, aveva come filiale l'oratorio della Beata Maria Vergine del Rosario.
Dalla relazione della visita pastorale del 1898 dell'arcivescovo Andrea Carlo Ferrari si apprende che il parroco era di nomina arcivescovile, che i fedeli ammontavano a 700 e che la parrocchiale, da cui dipendevano gli oratori di Maria Santissima del Rosario e di San Rocco, era sede della confraternita del Santissimo Sacramento.
Tra il 1971 e il 1972, con la riorganizzazione territoriale dell'arcidiocesi voluta dal cardinale Giovanni Colombo, la parrocchia confluì nel decanato di Sesto Calende; negli anni ottanta la chiesa fu adeguata alle norme postconciliari mediante l'aggiunta della mensa eucaristica rivolta verso l'assemblea.
Nel 2001 l'esterno della chiesa venne interessato da un restauro, mentre tra il 2006 e il 2008 un analogo inerente riguardò l'interno.

## Descrizione

### Esterno
La facciata a capanna della chiesa, rivolta a occidente, presenta al centro il portale d'ingresso, affiancato da due colonnine e sormontato da un frontoncino spezzato, e sopra una finestra ed è scandita ai lati da due paraste sorreggenti il timpano triangolare.
Annesso alla parrocchiale è il campanile a base quadrata, la cui cella presenta su ogni lato una monofora a tutto sesto ed è coronata dalla cupola poggiante sul tamburo.

### Interno
L'interno dell'edificio, suddiviso in tre campate, si compone di un'unica navata, sulla quale si affaccia un'unica cappella laterale, introdotta da un arco a tutto sesto, e le cui pareti sono scandite da lesene con capitelli ionici in pietra sorreggenti le volte lunettate; al termine dell'aula si sviluppa il presbiterio, delimitato dalle balaustre e chiuso dalla parete di fondo piatta.